# Audiokommentar
Ein Audiokommentar ist eine optional auswählbare Tonspur auf einer Blu-ray Disc, DVD oder einer Laserdisc. Der Audiokommentar wird meist von Mitwirkenden des Spielfilmes oder der Dokumentation gesprochen, die im Videoformat auf der DVD oder Laserdisc zu sehen ist. Oft von Einzelpersonen wie dem Regisseur oder dem Hauptdarsteller, aber auch von Gruppen bis zu Dutzenden Leuten wird das vorliegende Videomaterial kommentiert. Die jeweils erzählende Person berichtet hierfür immer aus dem von ihr betreuten Aufgabengebiet und ist dabei normalerweise nicht zu sehen.
Besonders hochwertige DVDs und Blu-ray Discs bieten heutzutage bis zu vier Audiokommentare zu einem Film. Der Audiokommentar wird üblicherweise im Stereo oder Mono-Format aufgezeichnet, wobei in der Audiokommentar-Tonspur üblicherweise der Originalton des kommentierten Filmes im Hintergrund zu hören ist.

## Vorgehensweisen zur Erstellung eines Audiokommentars

### Sit-down-commentary
Dabei kommentieren die Betreffenden Audiokommentar-Teilnehmer den Film, während sie ihn sehen. Das ist gerade bei neueren Filmen die übliche Variante, da sie weniger Aufwand bedeutet. Zeitlich wird der Audiokommentar zwischen Fertigstellung des Filmes und Veröffentlichung auf DVD und/oder Blu-ray aufgenommen und anschließend mit veröffentlicht.
Es gibt aber auch sit-down commentaries, die lange nach Fertigstellung des Filmes nachträglich aufgenommen wurden, weil es zu dem Zeitpunkt noch keine Audiokommentare bzw. keine Laserdiscs, DVDs oder Blu-ray Discs gab und somit die Möglichkeit fehlte, diesen für die Konsumenten zugänglich zu machen. So z. B. bei dem Film Stand By Me von 1986, wo Regisseur Rob Reiner den Tod von Hauptdarsteller River Phoenix 1993 erwähnt.

### Interviewfragmente
Bei älteren Filmen kommt es öfter vor, dass der Audiokommentar nicht nachträglich aufgenommen wird, sondern aus bereits bestehenden Interviewfragmenten aus der Zeit der Filmproduktion zusammengesetzt wird, die nicht speziell für den Audiokommentar aufgenommen wurden.

## Visualisierte Audiokommentare
Es gibt immer wieder Versuche, den eigentlich rein akustischen Audiokommentar zu visualisieren. Z.B., indem bei Aktivierung des Audiokommentars vor Beginn des Hauptfilmes ein kurzer in den Audiokommentar einleitender Film gezeigt wird, in dem die am Audiokommentar beteiligten Personen zu sehen sind. Teilweise wurde auch mit der „Angle“ Funktion der DVD experimentiert, um die kommentierenden Personen während des Filmes in das aktuelle Bild einzublenden.
Bei der DVD zu Didi und die Rache der Enterbten ist der Audiokommentar als komplett separater Film auf der DVD gespeichert, um beide Varianten (also das Einblenden der Audiokommentar-Sprecher vor, während und nach dem Film) mit fließenden Übergängen kombiniert zu realisieren.
Der Kommentar liegt normalerweise in gesprochener Form vor, manchmal aber auch nur in Form eines Untertitelkommentars ohne gesonderte Audiospur. Audiokommentare werden oft untertitelt (besonders dann, wenn ein englischsprachiger Audiokommentar auf eine deutsche DVD oder Blu-ray Disc gepresst wird), wobei dies nicht gängige Praxis ist und oft aus Kostengründen davon abgesehen wird.